# Сен-Меэн-ле-Гран
Сен-Меэн-ле-Гран (фр. Saint-Méen-le-Grand) — коммуна на северо-западе Франции, находится в регионе Бретань, департамент Иль и Вилен, округ Ренн, кантон Монтобан-де-Бретань. Расположена в 43 км к западу от Ренна. Через территорию коммуны проходит национальная автомагистраль N164.
Население (на 2018 год) — 4622 человека.

## История
Коммуна названа в честь Святого Мевенна (Меэна) Бретонского, монаха, проповедовавшего христианство в Бретани в VII веке. На территории коммуны после его смерти было основано аббатство Сен-Меэн.  
В начале IX века аббатство было разрушено войсками Карла Великого, восстановлено, но затем полностью уничтожено в начале X века в ходе набегов норманнов. Второй раз аббатство было основано в начале XI века в 2 км от прежнего места.  
Во время Великой Французской революции, как большинство других аббатств, было закрыто, а его имущество национализировано. 
С 1918 года коммуна стала называться Сен-Меэн-ле-Гран, чтобы отличаться от коммуны Сен-Меэн в департаменте Финистер.

## Достопримечательности
- Бывшее аббатство Сен-Меэн в романском стиле. В аббатской церкви XII века, считающейся одной из красивейших в регионе, находится гробница Святого Мевенна, фрески и витражи XIII—XIV веков
- Часовня Святого Иосифа с красивыми витражами
- Оригинальное здание мэрии

## Экономика
Структура занятости населения:
- сельское хозяйство — 2,5 %
- промышленность — 21,2 %
- строительство — 4,9 %
- торговля, транспорт и сфера услуг — 42,3 %
- государственные и муниципальные службы — 29,0 %

Уровень безработицы (на 2018 год) — 9,5 % (Франция в целом —  13,4 %, департамент Иль и Вилен — 10,4 %). Среднегодовой доход на 1 человека, евро (на 2018 год) — 20 020 (Франция в целом — 21 730, департамент Иль и Вилен — 22 230).

## Демография
Динамика численности населения, чел.

## Администрация
Пост мэра Сен-Меэн-ле-Гран с 2014 года занимает член партии Союз демократов и независимых Пьер Гиттон (Pierre Guitton). На муниципальных выборах 2020 года возглавляемый им независимый список был единственным.
| Период | Период | Фамилия       | Партия                        | Примечания      |
| ------ | ------ | ------------- | ----------------------------- | --------------- |
| 1965   | 1995   | Жан Гего      | Разные правые                 | врач            |
| 1995   | 2008   | Бернар Жос    | Разные правые                 | инженер-агроном |
| 2008   | 2014   | Мишель Коттар | Союз за народное движение     | пенсионер       |
| 2014   |        | Пьер Гиттон   | Союз демократов и независимых | бухгалтер       |

## Города-побратимы
- Халтуисл, Великобритания
- Валентано, Италия

## Галерея

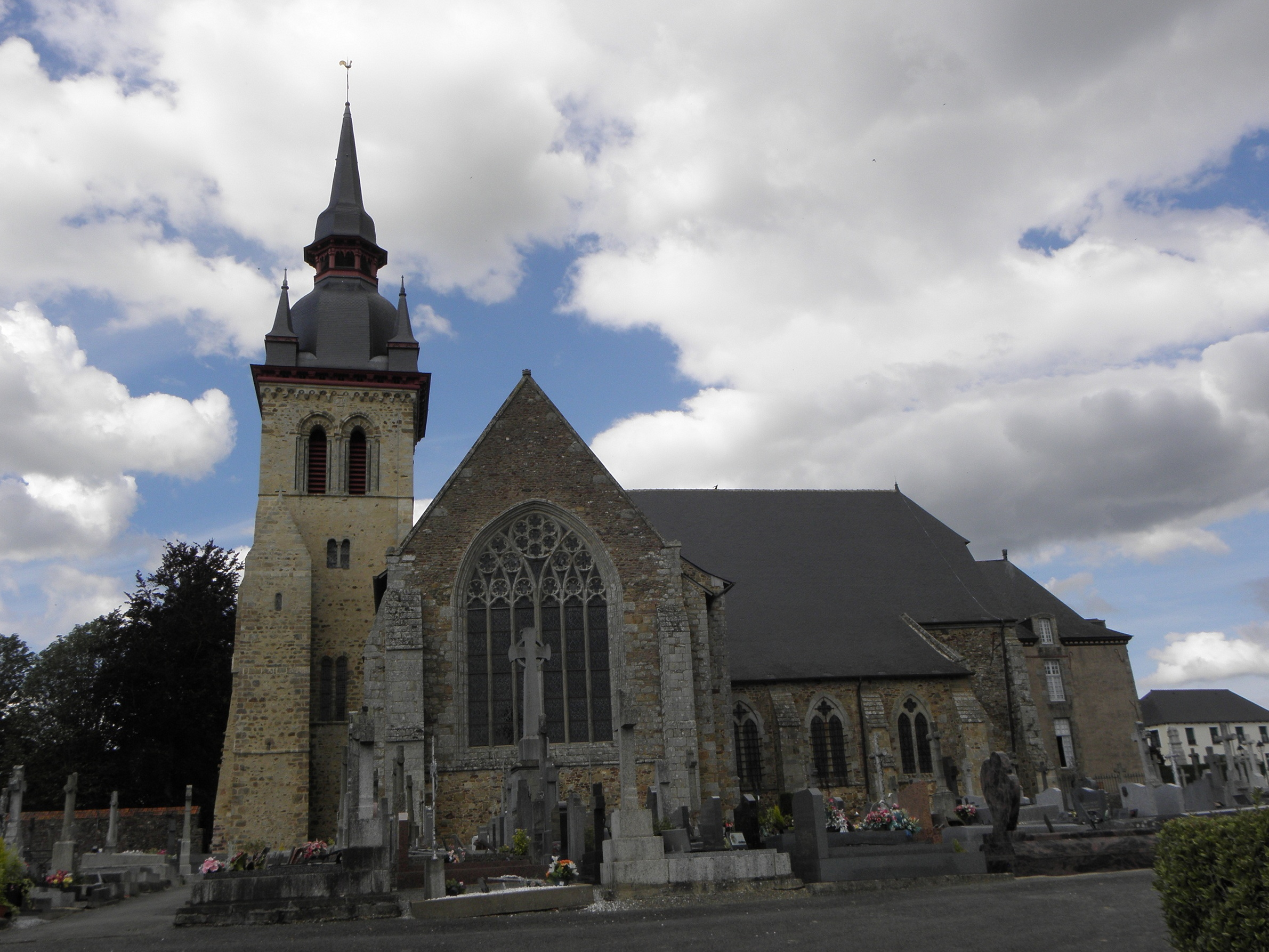
Аббатство Сен-Меэн
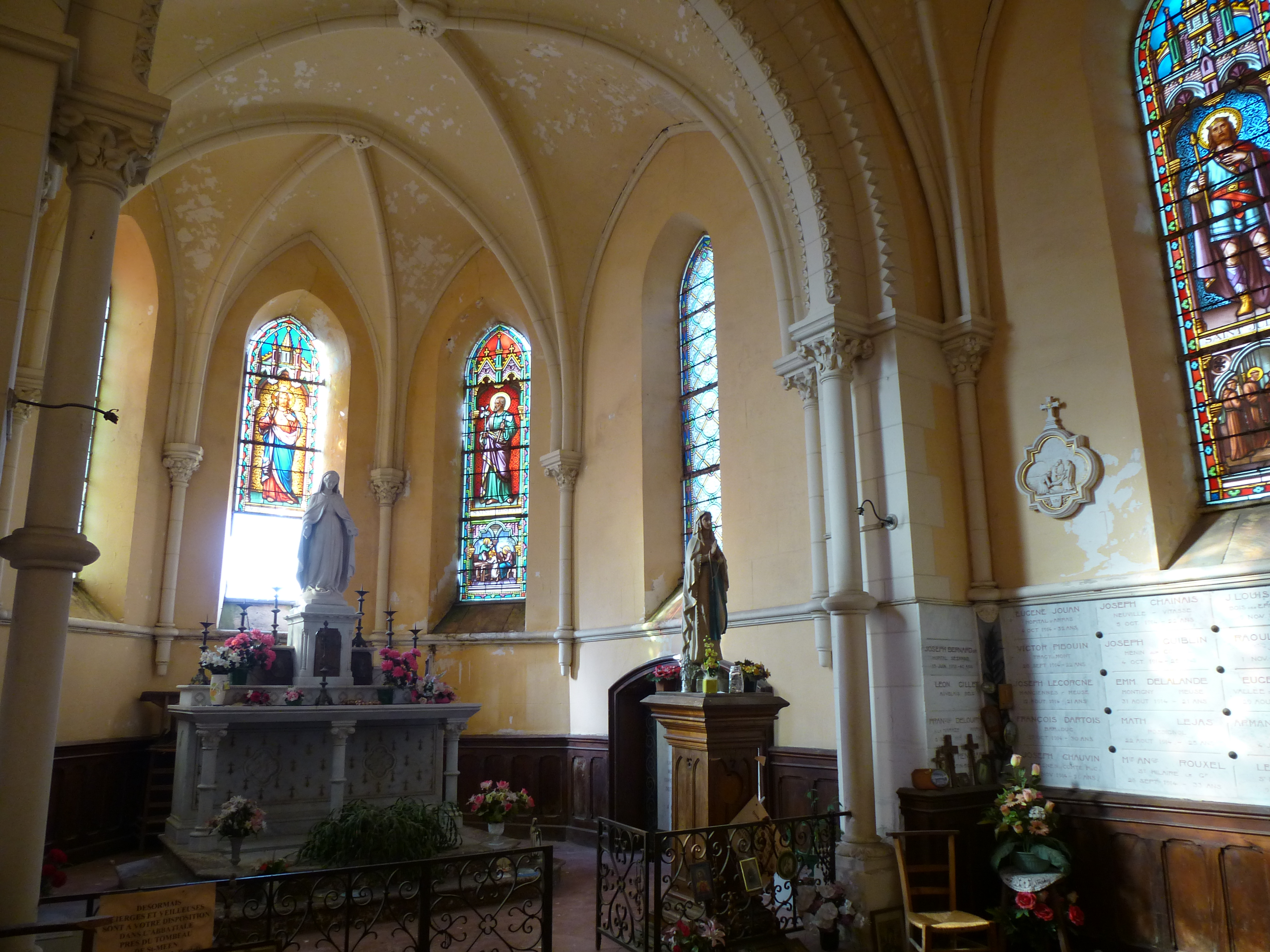
Интерьер часовни Святого Иосифа